# 雷德利希-邝氏方程
雷德利希-邝氏状态方程（Redlich-Kwong equation of state），简称R-K方程，是物理化学中基于范德瓦耳斯方程的一个近似描述真实气体行为的状态方程。此方程是由犹太裔奥地利化学家奥托·雷德利希（Otto Redlich）和美国华裔学者约瑟夫·邝（Joseph Neng Shun Kwong，1916－1998）在1949年提出的。方程的一般形式为：
{\displaystyle \ P={\frac {R\,T}{V_{m}-b}}-{\frac {a}{{\sqrt {T}}\;V_{m}\,(V_{m}+b)}}}
其中：
- {\displaystyle \ P} 为气体压强；
- {\displaystyle \ R} 为气体常数；
- {\displaystyle \ T} 为温度；
- {\displaystyle \ V_{m}} 为气体的摩尔体积（{\displaystyle \ {\frac {V}{n}}}）；
- {\displaystyle \ a} 为常数，用于修正分子间引力；
- {\displaystyle \ b} 为常数，用于修正体积。

R-K方程对烃类等非极性气体精度较好，且适用的温度、压力范围较宽。不过对极性气体一般不适用。
R-K方程中的 {\displaystyle \ a,\ b} 不同于范德瓦耳斯方程中的常数。两常数值可通过实验数据回归求得，缺乏实验数据时也可由气体的临界点数据求得：
{\displaystyle {\begin{cases}\left({\dfrac {\partial P}{\partial V}}\right)_{T=T_{c}}&=0\\\left({\dfrac {\partial ^{2}P}{\partial V^{2}}}\right)_{T=T_{c}}&=0\end{cases}}\qquad \Rightarrow \qquad a={\dfrac {0.4275\,R^{2}\,T_{c}^{5/2}}{P_{c}}},\quad b={\dfrac {0.08664\,R\,T_{c}}{P_{c}}}}
其中 {\displaystyle \ T_{c},\ P_{c}} 分别为临界温度和临界压力。
用压缩因子表示的R-K方程形式（三次）为：
{\displaystyle \ Z^{3}-Z^{2}-Z(B^{2}+B-A)-AB=0}　，其中：{\displaystyle \ A=0.42747\ {\frac {P_{r}}{T_{r}^{5/2}}},\ B=0.08664\ {\frac {P_{r}}{T_{r}}}}， {\displaystyle \ P_{r}} 和 {\displaystyle \ T_{r}} 分别是对比压力和对比温度。
R-K方程有很多修正式，其中最著名的是 Soave 在1972年提出的修正式，即将R-K方程中的常数 {\displaystyle \ a} 看成是温度的函数。关于这一修正式，详见S-R-K方程。